# Flappachweiher
Der Flappachweiher ist ein Stillgewässer im Gebiet der baden-württembergischen Stadt Ravensburg im Landkreis Ravensburg in Deutschland.

## Lage
Der rund sechs Hektar große, künstlich angelegte „Flappachweiher“ liegt etwa 3,8 Kilometer südöstlich der Ravensburger Stadtmitte, auf einer Höhe von 522,9 m ü. NHN, zwischen den Stadtteilen Waidenhofen und Strietach im Westen sowie dem zur Gemeinde Grünkraut gehörenden Menisreute im Osten.

## Hydrologie
Das Einzugsgebiet des „Flappachweihers“ erstreckt sich auf 305 Hektar. Die Größe der Wasseroberfläche beträgt 5,7 Hektar, bei einer durchschnittlichen Tiefe von 3,7 Meter und einer maximalen Tiefe von 5,5 Meter ergibt sich ein Volumen von rund 210.000 Kubikmeter.
Der Zulauf des Weihers erfolgt aus Quellen im östlich gelegenen Hang und dem Kemmerlanger Moos im Süden, der Abfluss über den Flappach und die Schussen in den Bodensee, damit in den Rhein und letztlich in die Nordsee.

## Ökologie
Seit 2000 sind Ravensburg und Grünkraut (nur Einzugsgebiet) mit dem „Flappachweiher“ am Aktionsprogramm zur Sanierung oberschwäbischer Seen beteiligt. Ein wichtiges Ziel dieses Programms ist, Nährstoffeinträge in Bäche, Seen und Weiher zu verringern und die Gewässer dadurch in ihrem Zustand zu verbessern und zu erhalten.
Das Einzugsgebiet des Weihers wird zu 55 Prozent für die Wald- und 40 Prozent für die Landwirtschaft – davon 56 Prozent Grün-, 34 Prozent Ackerland und zehn Prozent Sonderkulturen wie Hopfen und Obst – genutzt.
| Jahr                                     | 2000  | 2001  | 2009  | 2014  | 2018  |
| Gesamt PO4-Phosphor (µg/l)               | 16,00 | 15,00 | 23,00 | 21,00 | 22,00 |
| Chlorophyll a (µg/l)                     | 3,20  | 4,50  | 5,70  | 6,90  |       |
| Chlorophyll a-Spitze (µg/l)              | 5,30  | 7,50  | 10,50 | 9,50  |       |
| anorganischer Gesamt-Stickstoff a (mg/l) |       | 3,80  | 1,82  | 2,49  |       |
| Sichttiefe (m)                           | 4,30  | 4,30  | 3,20  | 3,30  |       |
| Trophiestufe                             |       |       |       |       | e1    |

## Nutzung
Der Weiher ist im Besitz des Wasserverbands Ravensburg, der ihn an einen ortsansässigen Angelsportverein verpachtet hat.
Das im Juli 1925 eröffnete städtische „Flappachbad“ am Flappachweiher ist ein Naturfreibad mit Sprunganlage, Liegeflößen, Kinderplanschbecken und Gastronomie.